# Сартанська волость
Сартанська волость — адміністративно-територіальна одиниця Маріупольського повіту Катеринославської губернії.
Станом на 1886 рік складалася з 4 поселень, 3 сільських громад. Населення — 6080 осіб (3108 чоловічої статі та 2972 — жіночої), 981 дворових господарств.
|                     | Площа, десятин | У тому числі орної, дес. |
| ------------------- | -------------- | ------------------------ |
| Сільських громад    | 34920          | 22416                    |
| Приватної власності | —              | —                        |
| Казенної власності  | —              | —                        |
| Іншої власності     | —              | —                        |
| Загалом             | 34920          | 22416                    |

Основні поселення волості:
- Сартана — колонія грецька за 12 верст від повітового міста, 3295 осіб, 540 дворів, православна церква, школа, 4 лавки.
- Ново-Миколаївка — село волонтерів легіону Імператора Миколи I при річці Кальміус, 450 осіб, 60 дворів, школа.
- Чермалик — колонія грецька при річці Кальміус, 2237 осіб, 361 двір, православна церква, школа, 5 лавок.